# Juan José Arias
Juan José Arias Henao (ur. 8 stycznia 2004 w Rionegro) – kolumbijski piłkarz występujący na pozycji środkowego obrońcy, od 2022 roku zawodnik Atlético Nacional.